# 11-й повітряний корпус (Третій Рейх)
11-й повітряний корпус (нім. XI. Fliegerkorps) — авіаційний корпус, оперативно-тактичне з'єднання у складі повітряних сил Німеччини за часів Другої світової війни.

## Історія
XI-й повітряний корпус був сформований 1 січня 1941 в Берліні-Темпельгоф на базі 7-ї повітряної дивізії як тренувально-запасне командування парашутних військ Третього Рейху.

## Командири корпусу
- генерал парашутних військ Курт Штудент (нім. Kurt Student) (1 січня 1941 — 3 квітня 1944).

## Бойовий склад 11-го повітряного корпусу
Формування управління, забезпечення та підтримки
- 122-ге артилерійське командування (Arko 122),

- 7-ма повітряна дивізія (7. Flieger Division);
- 22-га планерна дивізія (22.Infanterie-Division (Luftlande).

- Luftlandegeschwader 1 (LLG1);
- Luftlandegeschwader 2 (LLG2);
- Ergänzungsgruppe (S) 1
- Ergänzungsgruppe (S) 2
- Fallschirmschule I
- Fallschirmschule II
- Fallschirmschule III

- Luftlandegeschwader 1 (LLG1);
- Luftlandegeschwader 2 (LLG2);
- 1-ша парашутна дивізія (1. Fallschirmjäger Divison);
- 2-га парашутна дивізія (2. Fallschirmjäger Divison).

- Luftlandegeschwader 1 (LLG1);
- I./Luftlandegeschwader 2 (LLG2);
- Ergänzungsgruppe (S) 1
- Ergänzungsgruppe (S) 2
- Fallschirmschule I
- Fallschirmschule II
- Fallschirmschule III
- Fallschirmschule IV